# Sara Lundberg
Sara Lundberg (ur. 1971) – szwedzka pisarka i ilustratorka, autorka książek dla dzieci i młodzieży. Dwukrotna laureatka Nagrody Augusta (w 2009 i w 2017 roku).

## Książki autorskie opublikowane w Polsce
- Ten ptak, co mieszka we mnie, leci, dokąd chce, tłum.: Anna Czernow, Wydawnictwo Wytwórnia 2022, ISBN 978-83-67032-17-9
- Spacer z kotem, tłum. Agnieszka Stróżyk, Wydawnictwo Zakamarki 2024, ISBN 978-83-7776-268-4

## Książki z ilustracjami Sary Lundberg, które opublikowano w Polsce
- Ja i inni[2] (tyt. oryginalny Jag och alla, 2019) , tekst Ylva Karlsson,  tłum. Katarzyna Skalska, Wydawnictwo Zakamarki 2022, ISBN 978-83-7776-211-0